# Павлин I (патриарх Аквилеи)
Павлин I (Паулин, Паолино, также Павел I; лат. Paulinus, Paulus, итал. Paolino; умер в 569 или 570, Градо) — сначала архиепископ, а затем первый патриарх Аквилеи (557/558—569/570).

## Биография

### Исторические источники
О Павлине I сообщают несколько раннесредневековых исторических источников. В том числе, свидетельства о нём содержатся в «Истории лангобардов» Павла Диакона и в «Хронике патриархов Градо». Также сохранились четыре послания папы римского Пелагия I к фактическому правителю Византийской Италии патрицию Нарсесу, в которых папа писал о своём конфликте с Павлином I.

### Принятие патриаршего сана
Павлин I взошёл на аквилейскую кафедру в 557 или в 558 году, став преемником скончавшегося архиепископа Македония. Посвящение Павлина в архиепископский сан осуществил архиепископ Милана. По свидетельству папы римского Пелагия I, интронизация Павлина I состоялась вне территории Аквилейской архиепархии, что являлось нарушением церковных канонов.
Ещё при Македонии между духовенством Аквилейской митрополии и главой Святого Престола Вигилием начались серьёзные теологические разногласия. Поводом к схизме послужило признание папой римским навязанных ему византийцами канонов Второго Константинопольского собора. Это вызвало в Италии яростные христологические дебаты между местными иерархами. В ходе этих событий, известных как «Спор о трёх главах», о своём неподчинении власти папы римского объявили главы нескольких северо-итальянских епархий, включая Македония Аквилейского и Дация Миланского.
Получив архиепископский сан, Павлин I продолжил политику своего предшественника, направленную на отстаивание самостоятельности Аквилейской архиепархии от власти римских пап. Уже в 558 году провёл в Аквилее поместный собор, участники которого единогласно отвергли принятые на Втором Константинопольском соборе каноны. Начиная с того времени, в современных ему аквилейских документах Павлин I назывался уже не архиепископом, а «патриархом Венето и Истрии». Ранее же право на этот титул в Италии имели только папы римские. Принятие Павлином I патриаршего сана свидетельствовало о его притязаниях на роль второго после главы Святого Престола лица в церковной иерархии Западной Европы. Начавшаяся при Павлине I «Аквилейская схизма» продлилась полвека. Нормализация отношений между аквилейскими иерархами и папами римскими произошла только в начале VII века при патриархе Кандидиане.
В ответ на эти действия Павлина I папа римский Пелагий I направил патрицию Нарсесу несколько писем, в которых требовал арестовать «аквилейского схизматика» и его главных приверженцев, Евфрасия и Максимилиана, и отправить их в Константинополь на суд императора Юстиниана I. Одним из главных доводов в пользу смещения аквилейского иерарха папа называл неканоничность посвящения Павлина в архиепископский сан. Однако все предпринятые Пелагием I попытки низложить Павлина I были безуспешны. Вероятно, из-за опасения потерять поддержку жителей и духовенства охваченной схизмой Северной Италии, патриций Нарсес оставил призывы папы без какого-либо удовлетворения.

### Бегство в Градо
В 568 году на земли Апеннинского полуострова вторглись лангобарды, возглавляемые королём Альбоином. Угроза захвата ими Аквилеи вынудила Павлина I бежать из города. Вместе со своим клиром, патриаршей казной и священными реликвиями (мощами святых Гермагора, Илария и Рустика) патриарх укрылся в располагавшемся неподалёку селении Градо. Последнее, находившееся на недоступном для не имевших флота лангобардов острове, осталось под властью Византийской империи, в то время как вся материковая часть Италии была захвачена германцами. В Градо Павлин I обустроил свою новую резиденцию. Несмотря на перемещение патриаршей кафедры, за ней сохранилось прежнее название митрополии — Аквилейский патриархат.
Вероятно, Павлин I планировал уже вскоре, как только минует лангобардская угроза, возвратиться в Аквилею. Однако пребывание глав Аквилейского патриархата в Градо продолжалось до 720-х годов, когда один из преемников Павлина, патриарх Каллист, возвратился в Аквилею, а в Градо был образован особый патриархат.
Павлин I скончался вскоре после переезда в Градо. Предполагается, что это произошло уже в конце 569 или в начале 570 года. Новым главой Аквилейского патриархата стал Пробин.

## Комментарии
1. ↑  Павлом этот глава Аквилейского патриархата назван в трудах поздних авторов: «Истории лангобардов» Павла Диакона и в «Хронике патриархов Градо». Однако современник событий папа римский Пелагий I называл в своих письмах аквилейского патриарха Павлином[1].
2. ↑  По другим данным, Павлин I взошёл на аквилейскую кафедру не позднее 554 года, так как этим годом некоторые исследователи датируют проведённый им церковный собор[5].